# زبابة كبيرة الأسنان
زبابة كبيرة الأسنان (الاسم العلمي: Sorex macrodon) (بالإنجليزية: Large-toothed Shrew)‏ هي نوع من الثدييات يتبع جنس الزبابة من الفصيلة الزبابات.